# Фабріціо Дель Ноче
Фабріціо Дель Ноче (італ. Fabrizio Del Noce; 3 січня 1948) — італійський журналіст, політик.

## Біографія
У 2002—2009 роках був директором державного телеканалу Rai 1.